# Pișchinți
Pișchinți – wieś w Rumunii, w okręgu Hunedoara, w gminie Romos. W 2011 roku liczyła 220 mieszkańców.